# Kerstin Knabe

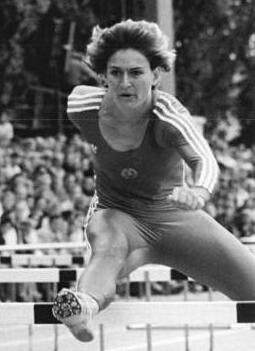
Kerstin Knabe 1988

Kerstin Knabe (* 7. Juli 1959 in Oschatz als Kerstin Claus) ist eine ehemalige deutsche Leichtathletin und Olympiateilnehmerin, die – für die DDR startend – bei den Weltmeisterschaften 1983 in die Silbermedaille im 100-Meter-Hürdenlauf gewann.

## Leben

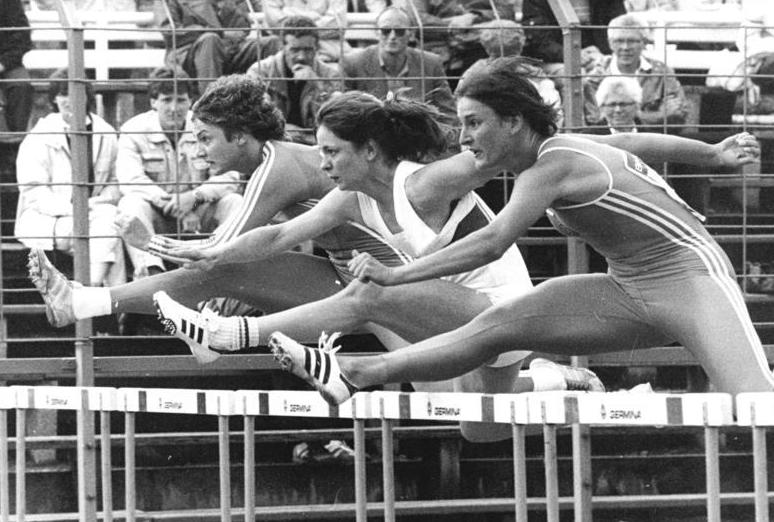
Cornelia Oschkenat (links), Heike Theele und Kerstin Knabe (rechts) 1986

Knabe war bereits früh über die Hürden erfolgreich. Sie war 1973 dreifache DDR-Schülermeisterin, erreichte 1974 den vierten Platz bei den Jugendwettkämpfen der Freundschaft und war 1975 Spartakiadesiegerin wJB und Dritte bei den Jugendwettkämpfen der Freundschaft. Bei den Junioreneuropameisterschaften 1977 gewann sie Gold über die Hürden und mit der 4-mal-100-Meter-Staffel.
Beim Weltcup 1979 erreichte Knabe den dritten Platz und bei den Olympischen Spielen in Moskau Platz vier (12,66 s). 1981 wurde sie beim Europacup und beim Weltcup jeweils Zweite. Im Jahr darauf wurde sie Halleneuropameisterin über 60 Meter Hürden und sie gewann bei den Europameisterschaften in Athen mit persönlicher Bestzeit von 12,54 s die Bronzemedaille. Bei den Halleneuropameisterschaften 1983 gewann sie Silber.
Ihren größten Erfolg erreichte Knabe 1983, als sie in Helsinki Vizeweltmeisterin wurde. Mit 12,42 s lief sie die schnellste Zeit ihre Karriere, jedoch war die Windunterstützung zu groß. An den Olympischen Spielen 1984 in Los Angeles konnte sie wegen des Boykotts der DDR nicht teilnehmen. 1986 gewann sie bei den Halleneuropameisterschaften die Bronzemedaille. Bei den Europameisterschaften in Stuttgart belegte sie im selben Jahr den vierten Platz (12,82 s). Bei den Olympischen Spielen 1988 in Seoul erreichte sie nicht das Finale.
Kerstin Knabe startete für den SC DHfK Leipzig. Entdeckt wurde sie von Karl Schöne. Von 1973 bis 1976 wurde sie von Karin Balzer trainiert. In ihrer Wettkampfzeit war sie 1,80 m groß und wog 70 kg. In den nach der Wende öffentlich gewordenen Unterlagen zum Staatsdoping in der DDR fand sich bei den gedopten Sportlerinnen auch der Name von Knabe. Sie ist gelernte Wirtschaftskauffrau und arbeitet als Kosmetikerin.